# 19424 Ендрюсонґ
19424 Ендрюсонґ (1998 FH61, 1999 RZ58, 19424 Andrewsong) — астероїд головного поясу, відкритий 20 березня 1998 року.
Тіссеранів параметр щодо Юпітера — 3,442.